# Tekken 3
Tekken 3 (鉄拳3?) è il terzo episodio della serie di videogiochi di arti marziali Tekken, distribuito da Namco come arcade nel marzo del 1997 e per PlayStation l'anno successivo. Apparso all'apice del successo della console Sony, di cui sfruttava tutte le potenzialità grafiche, ne divenne una killer application, vendendo 6,1 milioni di copie nel mondo, ma fu l'ultimo Tekken uscito per questa console.

## Trama
Tekken 2 si conclude con la vittoria di Heihachi Mishima su suo figlio Kazuya. Anche questa volta la finale del torneo è tutta in famiglia. Kazuya, ormai in preda a forti crisi di personalità dovute al demone dentro di lui, in seguito all'incontro perde i sensi e suo padre, ansioso a sua volta di vendicarsi, lo prende con sé e lo getta in un vulcano in eruzione. Creduto morto da tutti, Kazuya scompare.
Sedici anni dopo la fine del Torneo del Pugno d'Acciaio 2, Heihachi Mishima, crea il Tekken Force, organizzazione militare al servizio, come protezione personale, della Mishima Zaibatsu. 
È grazie a questa sua compagnia che la pace regna nel mondo. Un giorno, durante uno scavo in Messico, una potentissima forza oscura attacca gli uomini di Heihachi. L'unico sopravvissuto giunge stremato alla compagnia, riferendo che ad averli attaccati è "Ogre", il "Dio dei Combattimenti".
Assieme a un manipolo di fidati uomini, Heihachi Mishima dà il via alla ricerca del fautore di quelle barbarie, con il fine di servirsi del potere di Ogre per scopi personali, che certo non sarebbero stati benevoli. Tempo dopo, alcuni maestri d'arti marziali di tutto il mondo scompaiono misteriosamente e senza lasciare alcuna traccia: Heihachi intuisce che la causa di tutto ciò sia Ogre.
Una sera, Mishima riceve una visita del tutto inaspettata: sulla sua porta si presenta niente meno che suo nipote, Jin Kazama. Sbalordito, Heihachi cerca di sapere di più su di lui e vi riesce: scopre che la combattente Jun Kazama, durante il precedente torneo, è stata l'amante di suo figlio. Quando Kazuya fu gettato nel vulcano, Jun, rimasta incinta di lui, fuggì sull'isola di Yakushima, dopo aver sconfitto il diavolo che cercò di insediare l'anima del nascituro, in quanto erede di Kazuya.
Jin incomincia a raccontare la sua storia: a Yakushima, anni dopo, Jun percepì la presenza di Ogre nelle vicinanze e avvertì l'ormai quindicenne Jin di dirigersi da suo nonno se le fosse successo qualcosa. Una notte, Ogre attacca la casa dei due Kazama e, mentre Jun combatteva, incitava il figlio a scappare, ma Jin non ascoltò la madre e sfidò Ogre che, per nulla intimorito, con la sola forza del braccio scaraventò via il ragazzo, che perse conoscenza. Rinvenuto, scopri che la madre era sparita, e che la sua casa era stata rasa al suolo dalle fiamme. Quindi il racconto di Jin termina, e prega il nonno di insegnargli le arti marziali, essendo desideroso di vendetta: Heihachi accetta.
Tre anni dopo, Jin affina le sue tecniche di combattimento basate sul Karate Stile Mishima e, all'età di diciannove anni, si iscrive al Pugno D'Acciaio 3, per affrontare e sconfiggere Ogre. Non è a conoscenza, però, che Heihachi lo stia indirettamente utilizzando come sua esca, per riuscire nella cattura del mostro. Paul Pheonix giunge alla finale e riesce a sconfiggere Ogre, aggiudicandosi così la vittoria del torneo. Tuttavia, dopo essere stato sconfitto, Ogre rivela la sua vera forma e si trasforma in "True Ogre" quando Paul si è ormai già allontanato dalla scena. Jin, giunto in ritardo, affronta True Ogre e riesce a batterlo, sottraendo così la vittoria a Paul, che aveva già sconfitto l'ultimo avversario, e venendo identificato come vincitore del torneo.
In seguito al combattimento la Tekken Force irrompe, guidata da Heiachi, mentre True Ogre si dissolve nel nulla. Mishima spara un proiettile in testa al nipote, già colpito a morte dalle guardie, per eliminarlo, una volta per tutte, dalla faccia della Terra. Ma Jin, il cui cranio si è rigenerato grazie al Gene Demoniaco in lui infuso (a seguito della scomparsa della madre da parte di Ogre, il Demone si è impossessato di Jin, annidandosi nel suo braccio sinistro), assume forme parzialmente demoniache e si libera senza problemi dei soldati.
Poi è il turno di Heihachi, spinto al di fuori dell'edificio, dopo aver abbattuto un muro di mattoni. Poi, in un secondo, Jin salva da una caduta di all'incirca 30 metri il nonno che, alzatosi, nota, alquanto sconcertato, il ragazzo con due ali nere apparsegli sulle spalle volare verso l'orizzonte. Così, trova conferma dei suoi precedenti pensieri: Jin è il figlio di Kazuya e, come lui, è posseduto da un gene malefico. Heihachi medita su come utilizzare il potere del nipote per diventare invincibile, ma non sa che nell'ombra si nasconde un erede ancora più legittimo al trono Mishima.

## Modalità di gioco
Il gioco è basato su una classica modalità torneo in cui si sceglie un personaggio e si affronta una serie di incontri uno contro uno, tipica di tutti i picchiaduro ad incontri.
Terminando il gioco con ogni personaggio si sblocca un nuovo filmato finale, come nei precedenti Tekken, e molti lottatori sono selezionabili soltanto via via che si termina il gioco con quelli già presenti. In qualsiasi modalità di gioco, al momento della scelta del personaggio è possibile scegliere le divise e gli indumenti dei giocatori.
Sono presenti due nuove particolari modalità di gioco aggiuntive:
- Tekken Force è un picchiaduro a scorrimento vecchio stile, in cui si devono affrontare molti nemici di piccolo calibro (e ogni tanto boss più potenti), con visuale laterale e facendo attenzione a tempo ed energia[8]. Si sviluppa in quattro livelli ognuno dei quali presenta nemici sempre più forti[8][9]. Finendo il Tekken Force per ben quattro volte consecutive (senza cioè morire durante i livelli) si potrà ottenere una serie di "chiavi" per sbloccare l'ultimo personaggio.
- Tekken Ball è una partita di beach volley in cui si deve colpire con forza la palla per "caricarla", e se l'avversario non riesce a respingerla, venendone colpito oppure lasciandola cadere, subisce dei danni[8][10]. Raggiunto il limite massimo di carica la palla si infuoca, provocando danni molto più gravi all'avversario[8][11].
- Practice Mode è una sezione del gioco in cui è possibile scegliere un personaggio e allenarsi contro il computer o contro un secondo giocatore senza subire danni o avere limitazioni di tempo ed è pensata per studiare il gioco e fare pratica[8].

Fra i nuovi personaggi introdotti rispetto ai precedenti episodi di Tekken compare Gon, il dinosauro protagonista dell'omonimo manga.

## Personaggi
Sono 24 tra basilari e sbloccabili e la maggior parte sono nuovi, anche se in realtà molti di loro sono semplicemente una sorta di nuova versione dei precedenti, ma questa volta possono arrivare a 28 conteggiando anche i segreti.
Alcuni personaggi hanno delle pose di vittoria alternative, per attivarle basterà tenere premuto un tasto d'attacco durante il replay del round finale di qualsiasi match, a ogni tasto corrisponderà una determinata posa. Questa caratteristica verrà ripresa nei futuri titoli di Tekken dove una posa speciale è disponibile dopo aver premuto un tasto, per altro Anna Williams ha per la prima volta dei versi vocali tutti suoi, poiché in Tekken e Tekken 2 aveva quelli di Nina.

### Nuovi personaggi
- Eddy Gordo
- Hwoarang (allievo/sostituto di Baek Doo San)
- Jin Kazama (figlio/sostituto di Kazuya e Jun)
- Forest Law (figlio/sostituto di Marshal Law)
- Ling Xiaoyu (nipote/sostituta di Wang Jinrei)
- King II (successore/sostituto di King I)
- Bryan Fury[13] (da sbloccare, sostituto di Bruce Irvin come personaggio kickboxer)
- Doctor Boskonovitch[14] (sbloccabile completando per quattro volte la modalità Tekken Force, creatore/sostituto di Roger e Alex)
- Gon[15] (da sbloccare)
- Gun Jack[13] (da sbloccare, versione aggiornata/sostituto di Jack-2)
- Julia Chang[13] (figlia/sostituta di Michelle, da sbloccare)
- Mokujin[13] (da sbloccare)
- Ogre[13] (da sbloccare)
- Kuma II[13] (da sbloccare, figlio/sostituto di Kuma I)
- Panda[13] (da sbloccare come variante costumistica di Kuma)
- Tiger Jackson[16] (da sbloccare come variante costumistica di Eddy)
- True Ogre[13] (da sbloccare)

### Vecchi personaggi
- Anna Williams[13] (da sbloccare)
- Heihachi Mishima[13] (da sbloccare)
- Jack-2 (da sbloccare come variante costumistica di Gun Jack)
- Yoshimitsu
- Lei Wulong
- Nina Williams
- Paul Phoenix

### Rimossi dalla versione finale del gioco
- Jun Kazama (sbloccabile)
- Kazuya Mishima (sbloccabile)
- Sake (sbloccabile come variante costumistica di Yoshimitsu e sostituto di Kunimitsu)
- Crow, Falcon, Hawk, Owl (personaggio visibile nella modalità Tekken Force)

Si è scoperto che questi personaggi possono essere usati nella versione arcade di Tekken 3 (versione omaggio in Tekken 5 esclusa). Tramite una modifica del cabinato originale, studiata ad hoc, si è scoperto che Jun Kazama doveva effettivamente apparire nel gioco come personaggio usabile, essendo stato scovato il suo ritratto personale. Fu scartata, evidentemente, poiché sarebbe stata incongruente con la storia del gioco, dato che nel periodo in cui si svolgono le vicende si presume sia morta, uccisa dal dio della lotta Ogre.
In maniera molto simile, doveva apparire anche Kazuya Mishima, ma per gli stessi motivi di Jun fu scartato per evitare di creare incongruenze con la storia.
Katsuhiro Harada rivelò successivamente chi avrebbe dovuto essere Sake e cioè un boss prima di Ogre. Harada ha inoltre rivelato che Sake sarebbe stato un altro personaggio animale (come ad esempio Kuma) ma che avrebbe avuto le sembianze di un salmone ma le troppe complicazioni nella creazione delle sue mosse lo rese molto sbilanciato rispetto agli altri personaggi perciò l'idea fu accantonata. Questo personaggio fu poi scartato nella versione finale del gioco.
Un altro personaggio eliminato che doveva essere presente era un insetto gigante, più precisamente una mantide religiosa.

## Accoglienza
In una recensione priva di valutazione del 2013 riguardante Tekken 2, un recensore di Play Generation menzionò Tekken 3 come un titolo insuperabile in termini di qualità assoluta e di successo commerciale.
In una recensione in retrospettiva, Giuseppe Pizzuti di I Love Videogames affermò che il gioco aveva quasi raggiunto la perfezione. Oltre ai magnifici personaggi e una trama dedicata a tutti i personaggi del roster, il titolo presentava anche tante divertenti modalità. Secondo lo stesso Pizzuti, i personaggi, la colonna sonora, le storie e la vicenda Mishima erano rimasti nel cuore di molti, che lo vedevano ancora oggi come punto di riferimento per la serie stessa. Tekken 3 pose inoltre le basi per la creazione dei futuri titoli della saga, riuscendo ad accrescerne il potenziale e soprattutto le aspettative da parte dei videogiocatori.
Il gioco vendette oltre sei milioni di copie in tutto il mondo.